# (36910) 2000 SS187
2000 SS187 (asteroide 36910) é um asteroide da cintura principal. Possui uma excentricidade de 0.13553460 e uma inclinação de 11.70623º.
Este asteroide foi descoberto no dia 21 de setembro de 2000 por NEAT em Haleakala.